# Chiến dịch Chastise
Chiến dịch Chastise là chiến dịch tấn công phá hủy những đập nước của lực lượng Đức Quốc xã vào ngày 16-17 tháng 5 năm 1943 bởi phi đoàn 617 của không quân Hoàng gia Anh, thường được biết đến như "chiến dịch phá hủy đập", chiến dịch đã sử dụng một phát minh đặc biệt "dội bom" của ngài Barnes Wallis. Đập Möhne và đập Edersee đã bị phá hủy, và gây ngập lụt cả thung lũng Ruhr và nhiều ngôi làng ở thung lũng, đập Sorpe chỉ bị hư hỏng nhẹ. Hai trạm thủy điện bị phá hủy hoàn toàn và một số khác bị hư hỏng nhỏ. Các nhà máy và quặng mỏ gần đó cũng một số đã bị phá hủy. Xấp xỉ 1,600 dân thường bị chết đuối, khoảng 600 người Đức và gần 1000 người lao động Liên Xô. Tất cả thiệt hại được người Đức gần như sửa chữa ngay lập tức và hoạt động lại trong tháng 9 cùng năm.

## Khái niệm
Nhiệm vụ được thiết lập dựa trên khái niệm chế tạo bom được thiết kế bởi Barnes Wallis và phát triển bởi đội nhóm của ông tại Vickers. Wallis lúc đó là phó giám đốc thiết kế tại Vickers. Ông từng làm việc tại cơ sở chế tạo bom tại Vickers Wellesley và Vickers Wellington. Khi làm việc tại Vickers Windsor, ông bắt đầu làm việc, với sự hỗ trợ của Bộ tư lệnh hải quân hoàng gia Anh, đã thiết kế bom để tấn công tàu bè, và bom để phá hủy đập cũng được xem xét đến.

Ý tưởng ban đầu của Wallis là thả bom khối lượng 10 tấn từ độ cao khoảng 40,000ft (12,200m). Đây từng là ý tưởng của khái niệm bom động đất. Trong thời gian đó, chưa từng có một máy bay ném bom nào bay ở độ cao đó và chuyên chở một khối lượng nặng như vậy. Một loại bom nhỏ hơn nhiều lần như vậy cũng có thể đủ để phá hủy, nếu nó phát nổ trực tiếp trước mặt đập và ngay dưới mặt nước, nhưng tại những hồ chứa chính của Đức luôn được bảo vệ bởi lưới chống ngư lôi để đề phòng những trường hợp như vậy.

Sử dụng 2 đèn chiếu để điều chỉnh độ cao, những chiếc Lancaster đã được tinh chỉnh phù hợp đã thả những trái bom có thể vượt qua được lưới chắn ngư lôi bảo vệ đập. Sau khi thả, quả bom sẽ tác dụng với mặt đập và chìm dưới mặt nước rồi sẽ phát nổ.

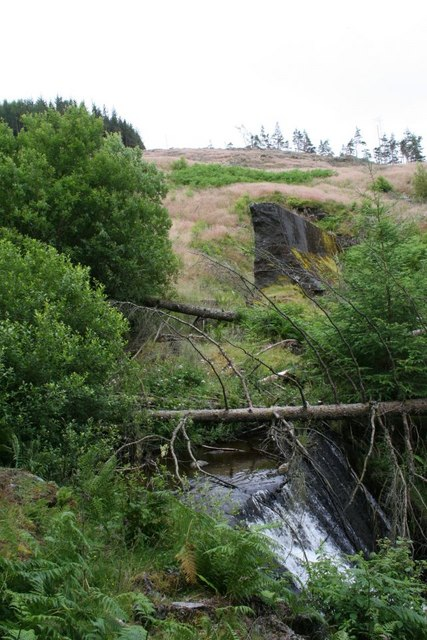
Phần còn lại của đập Nant-y-Gro sau khi bị phá lủng tại cuộc thử nghiệm tháng 7.1942.

### Chuyển giao nhiệm vụ

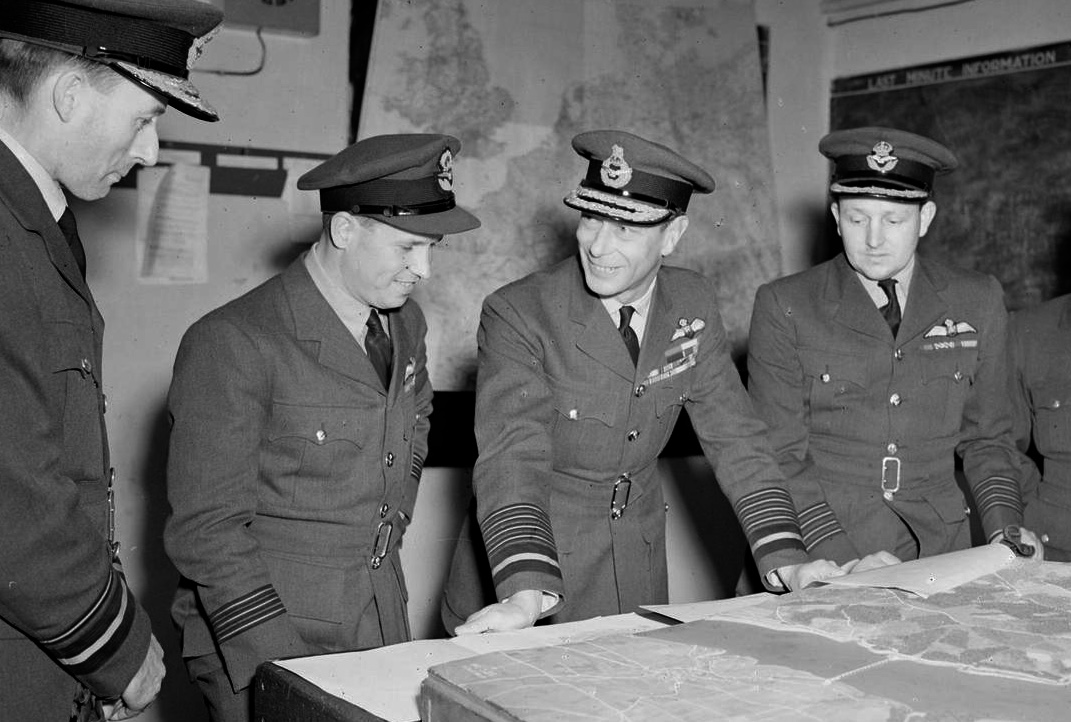
Phó tư lệnh không quân Ralph Cochrane, Tư lệnh không đoàn Guy Gibson, Vua George VI và Đô đốc John Whitworth thảo luận về việc không kích đập vào tháng 5 năm 1943.

Các mục tiêu được lựa chọn là hai đập chính tại hượng nguồn khu công nghiệp vùng Ruhr, Đập Möhne và đập Sorpe, với Đập Edersee trên sông Eder, phần nằm tại Weser, như một mục tiêu thứ hai. Với sự mất mát quan trọng là năng lượng thủy điện, sự mất mát nguồn cung cấp nước cho công nghiệp, thành phố và các kênh rạch sẽ gây ra tác động lớn. Ngoài ra, có khả năng tàn phá của lũ lụt nếu các đập vỡ.
Chiếc máy bay được sửa đổi Avro Lancaster Mk llls, được gọi là B Mark III đặc biệt (Loại 464 Provisioning). Để giảm trọng lượng, nhiều phần giáp bảo vệ bên trong đã được loại bỏ, súng máy tháp pháo giữa phía trên. Kích thước của quả bom với hình dạng khác thường của nó bắt buộc cánh cửa thả bom phải được loại bỏ, và bom tự treo, một phần, bên dưới thân máy bay. Nó được gắn trên hai thanh đỡ, và trước khi thả nó được tách ra để tăng tốc độ bởi động cơ phụ trợ.

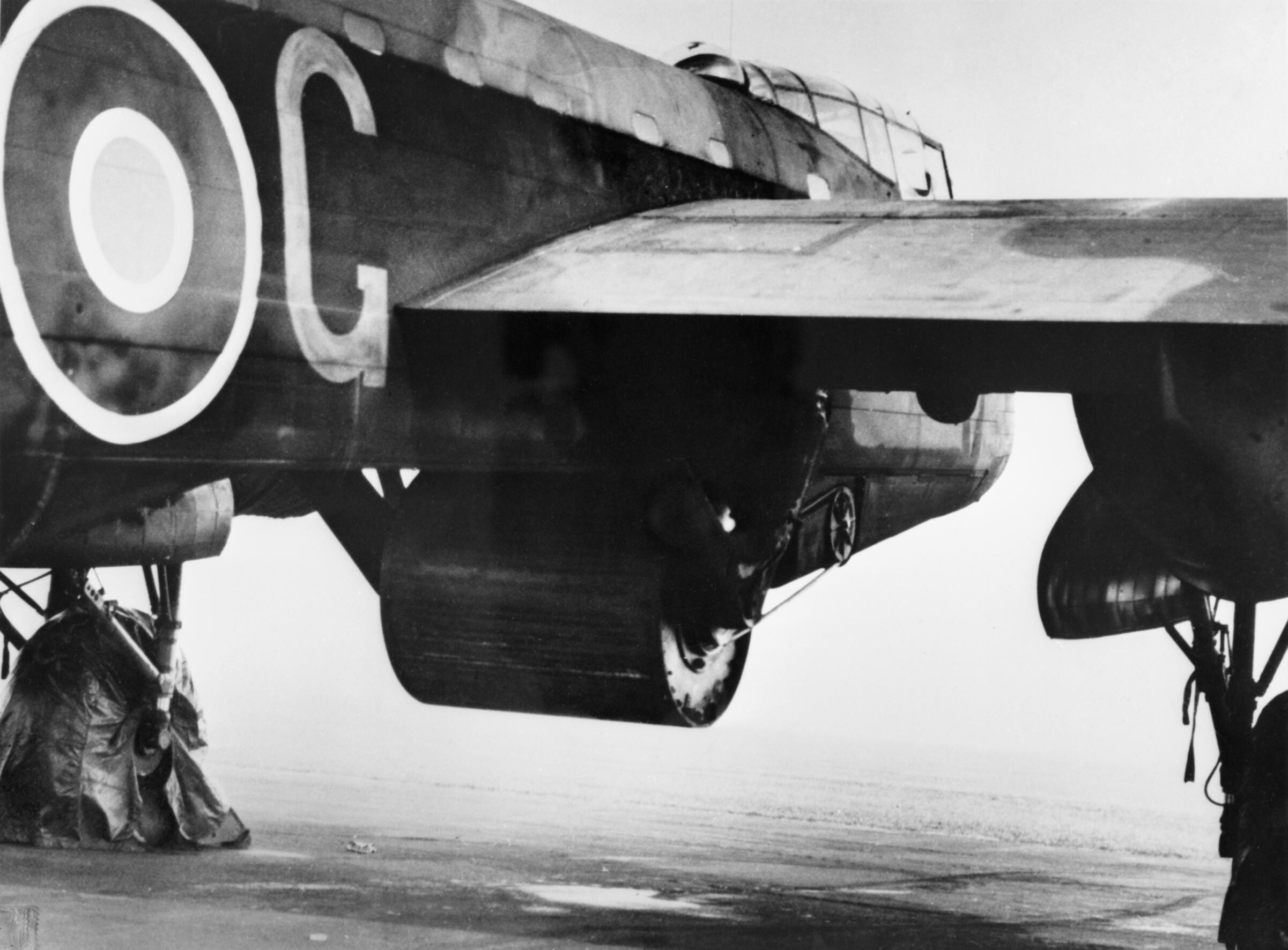
Bom "Upkeep" được treo bên dưới máy bay Gibson's Lancaster B III (loại đặc biệt).

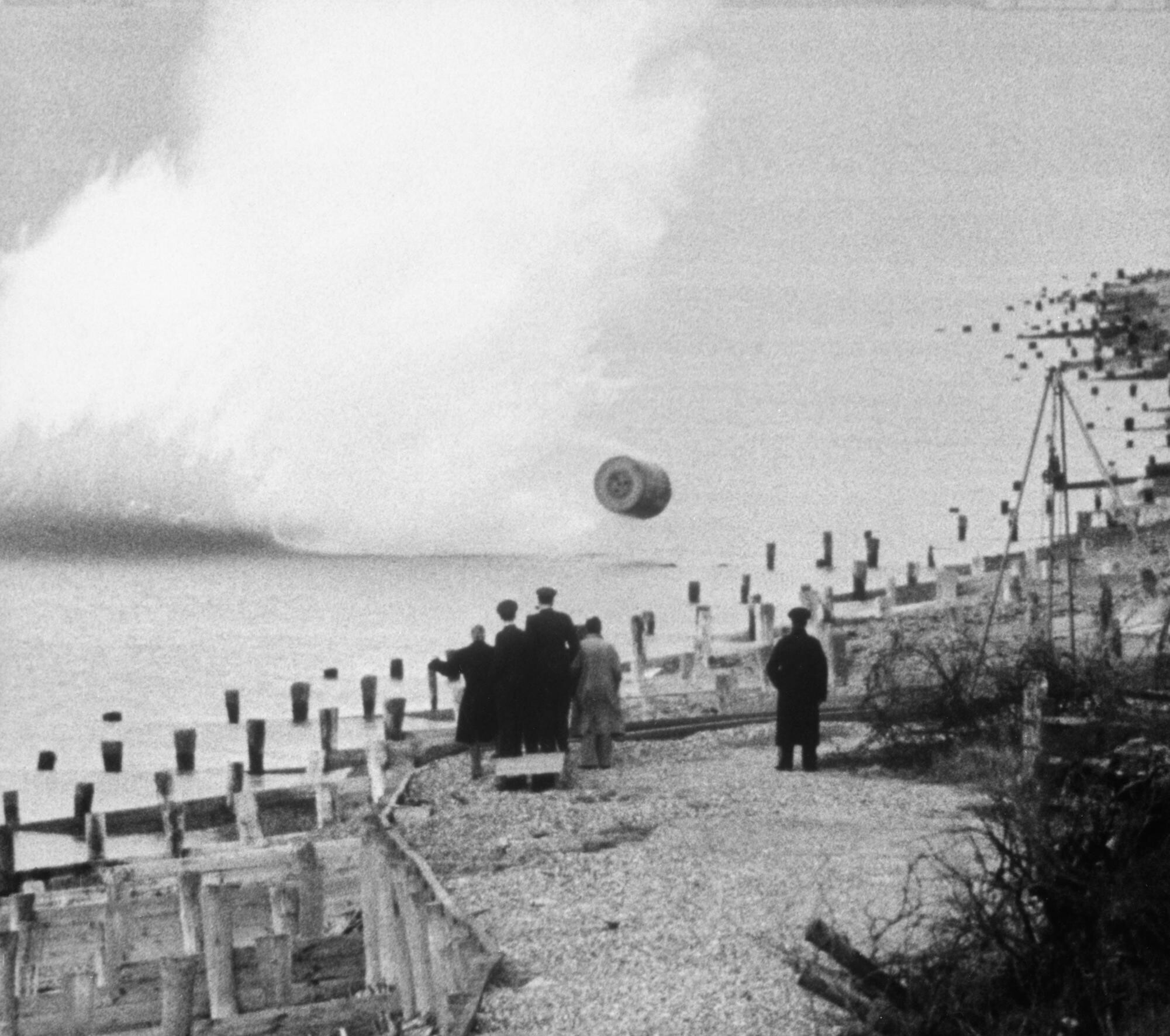
Barnes Wallis và cộng sự đang xem thử nghiệm bom Upkeep tại bờ biển Reculver, Kent